# メリト・プタハ
メリト・プタハ（Merit Ptah、紀元前27世紀頃）は古代エジプトの最初の医師であり、科学の分野の歴史に登場する最初の女性とされる人物である。プタハの絵は、サッカラの階段ピラミッドの近くのネクロポリスの墓にを見ることができ、彼女の息子である高位の神官が、母親のことを『医学者の長』と称したとされる。
ただし、その存在は一次資料で確認することができず、Kate Campbell Hurd-Meadの1933年の記事に遡れるにすぎないとも指摘されている。Hurd-Meadは、1938年、医学における女性の歴史を論じた著名な書籍を出版したが、メリト・プタハの存在は、同書を通じ、当時の女権拡張運動と結びついて広まったという。
1994年、メリト・プタハの名は、金星の衝突クレーターの名称に採用された（金星のクレーター一覧）。 